# Bill Easley
Bill Easley (New York, 1943 –) amerikai dzsessz-zenész; szaxofonos, fuvolás, klarinétos.

## Pályakép
A Memphis Állami Egyetemen tanult az 1960-as években. Az 1960-as évek végén George Bensonnal, az 1970-es években Isaac Hayes-szel dolgozott. 1980-ban visszaköltözött New Yorkba.
Zenésztársai voltak: Roland Hanna, Jimmy McGriff, Jimmy Smith, Ruth Brown, James Williams, Bill Mobley, George Caldwell, Mulgrew Miller, Grady Tate, Victor Gaskin, Panama Francis, Mercer Ellington, Billy Higgins.

## Lemezek
(válogatás)
- Wind Inventions (Sunnyside, 1986)
- First Call (Milestone, 1990)
- Easley Said (Evidence, 1997)
- Business Man's Bounce (18th & Vine, 2007)
- Hearing Voices (18th and Vine, 2008)
- Love Stories (American Showplace, 2010)